# Корейская аэрокосмическая компания
Korea Aerospace Industries ( корейская: 한국 항공 우주 산업, Hanja: 韓國 航空 宇宙 産業), обычно называемая KAI, является южнокорейской аэрокосмической и оборонной компанией. Изначально KAI являлся совместным предприятием Samsung Aerospace, Daewoo Heavy Industries (аэрокосмическое подразделение) и Hyundai Space and Aircraft Company (HYSA), которое  было создано в 1999 году по распоряжению правительства Южной Кореи после возникших финансовых проблем во время азиатского финансового кризиса 1997 года. Штаб-квартира и основные заводы KAI расположены в Сачоне, провинция Южный Кёнсан.

## Проекты
В 2008 году KAI изучил 60-местный региональный реактивный самолет KRJ: T-tail, четырехосный самолет, который можно разместить 100 мест, аналогично Bombardier CRJ.  В 2010 году KAI изучал проект запуска турбовинтового двигателя на 90 мест, который был объявлен еще в 2011 году. В октябре 2012 года было объявлено о сделке между Bombardier Aerospace и правительственным южнокорейским консорциумом, направленной на разработку 90-местного турбовинтового регионального авиалайнера, рассчитанного на запуск в 2019 году. Консорциум будет включать в себя Korea Aerospace Industries и Korean Air Lines. KAI изучал свой 90-местный турбовинтовой двигатель примерно до 2014 года, в то время как Avic запустила свой MA700 в конце 2013 года.
KAI должен построить самолеты бизнес-джета Gulfstream G280 для своего производителя IAI вместо Triumph Group: 300 комплектов до 2030 года за 529 миллионов долларов на новом заводе в Госунге, 30   км (20   миль) от основного завода Sacheon. Затем KAI стремится построить лицензированный гражданский самолет с 2023 года и хочет разработать 50-70-местный турбовинтовой или турбовентиляторный региональный авиалайнер, чтобы завершить предварительные  разработки к 2022 году для запуска в 2030 году. 

## Продукция
Лицензионная продукция
- MBB / Kawasaki BK 117  : Hyundai Space and Aircraft Company в 1989 году собрал BK-117.
- MBB Bo-105 KLH (1989)   : Daewoo Heavy Industries (авиационно-космическое подразделение), боевая версия CBS-5, выпущенная по лицензии.
- KF-16 (1991)   Samsung Aerospace произвела 140 истребителей F-16 C / D Block 52 по лицензии Lockheed Martin в 1990-х годах. [5]
- Airbus H155 : KAI LCA и LAH (легкий гражданский вертолет и легкий вооруженный вертолет) [6]

Обновление и модификация
- Р-3CK
- Lockheed C-130 Геркулес
- Westland Lynx
- Боинг 737 AEW &amp; C

Самолеты
- KAI KT-1 Woongbi (2000)
- КАИ Т-50 Беркут (2005)
- KAI KC-100 Naraon (2011) - 4-х местный однопоршневой авиадвигатель общего назначения [7]
- KAI KT-100 (2015) - военный поршневой базовый тренажер

Вертолет
- KAI KUH-1 Surion (2013)

Беспилотные летательные аппараты
- KAI RQ-101 Songgolmae (2001): на международном уровне, как Night Intruder 300 [8]

### Совместное развитие
- Вертолет Bell 427 разработан и изготовлен Bell Helicopter и Samsung Aerospace Industries.
- Вертолет Bell 429 разработан и изготовлен Bell Helicopter и Samsung Aerospace Industries.

### Спутники
- Корейские многоцелевые спутники № 1, 2, 3 и 5

### Ракета-носитель
- Корейская ракета-носитель (KSLV) -II : [9] KSLV-II была разработана для создания комбинированной тяги в 300 тонн путем параллельного соединения четырех двигателей на жидком топливе класса 75. KSLV 2 - это пусковая установка, предназначенная для космического корабля, который Южная Корея предлагает отправить на Луну к 2020 году. Предполагается, что лунный посадочный аппарат появится в 2025 году.[10]

### Будущие проекты
- KAI KF-X - Экспериментальный корейский истребитель [11]
- Пассажирский самолет среднего размера KAI - о совместной разработке 90-местного турбовинтового самолета к 2019 году. [12]
- Беспилотники нового поколения KAI - как разработчики беспилотных летательных аппаратов на уровне армии РК. [13]